# 伊藤道海
伊藤 道海（いとう どうかい、1874年5月18日 - 1940年7月16日）は、日本の曹洞宗の僧侶。最乗寺住職、曹洞宗管長、總持寺独住9世貫首。別名、無辺光照禅師。号は天祐。

## 来歴
新潟県生まれ。幼少から肺肋膜を病む。1882年（明治15年）新潟広大寺の横木卍元(まんげん)に師事して得度。闘病と仏道修行に励む。1893年能登の総持寺僧堂に掛錫し、杉本道山に師事。1895年卍元に嗣法。一雲水として修行中の1898年、寺が全焼。猛火の中を宝物や重要文書を運び出し、優れた功績をあげた。1900年26歳のとき、選ばれて曹洞宗大学林（現駒澤大学）に入学。1904年同大学林卒業。同年7月、山形県宝鏡寺住職となる。
1911年11月、大本山が石川県能登から横浜市鶴見に移転した際、初代副寺（「ふうす」禅寺で会計をつかさどる役僧）に任じられ、10年間在職。1921年（大正10年）副監院となり同年山梨県大泉寺に転住。1925年6月本山監院となった。寺務を執り、横浜少年保護会館、鶴見社会館、鶴見光華女学校を設立。1928年（昭和3年）3月最乗寺住職、同年9月本山顧問。
1935年3月、曹洞宗管長に就任。4月に新宗憲執行最初の管長職、5月に大本山總持寺貫首に就いた。著書に｢峨山禅師行実｣｢常済大師御伝記｣｢禅の人間学｣などの編著がある。
1940年7月16日遷化、67歳。

## 人物
政治家肌の怪僧で、人心収攬術に長けた敏腕家であると同時に、鶴見の花街ではモテモテだったという。